# Liparis javanica
Liparis javanica är en orkidéart som beskrevs av Johannes Jacobus Smith. Liparis javanica ingår i släktet gulyxnen, och familjen orkidéer.
Artens utbredningsområde är Java. Inga underarter finns listade i Catalogue of Life.